# Северная пищуха
Се́верная пищу́ха (Ochotona hyperborea) — млекопитающее рода пищух отряда зайцеобразных.

## Внешний вид
Небольшой зверёк с длиной тела 13,3—19 см (редко до 21,5 см), массой 56—195 г. Вибриссы длиной 4,2—5,5 см, черновато-бурые. Уши короткие (1,3—2 см), округлые, часто со светлой каймой по краям. Задние конечности тоже довольно короткие, лишь на 20—25 %( примерно 9см—10см, зависит от длины самого тела) превышают по длине передние. Окраска летнего меха варьирует от серо-буроватой с лёгкой рыжеватой примесью до яркой ржаво-охристой; бока обычно светлее спины. Брюхо беловатое или сероватое с палевой примесью. По бокам шеи бурые пятна. Зимний мех более длинный и густой, обычно светлее летнего. Характерна географическая изменчивость окраски; выделено порядка 8 подвидов. В кариотипе 40 хромосом.
Линяет пищуха 2 раза в году. В северных районах весенняя линька начинается в конце мая, в южных — в апреле — начале мая; продолжается 2—2,5 месяца. Осенняя линька начинается в конце августа, заканчивается в октябре.

## Распространение
Распространена северная пищуха от заполярных областей Восточной Сибири, Чукотки и Камчатки до Тувы, Забайкалья, Приморья, а также Монголии (северо-западная часть, Хангай, Прикосоголье), возможно, на северо-востоке Китая (хр. Малый Хинган, Маньчжурия) и Северной Кореи. Водится на о. Сахалин и в Японии (о. Хоккайдо). Изолированно встречается на Северном Урале, в том числе и в горной части Печоро-Илычского заповедника. Представления об обитании северной пищухи на полуострове Таймыр (горы Бырранга) связаны с ошибкой. Западная граница основной части ареала проходит по Енисею.
Ископаемые остатки этой пищухи на территории России известны из плейстоценовых отложений Мамонтовой горы (Якутия), обнажения Мамонтов обрыв (р. Майн) и пещеры Близнец (Приморский край).

## Образ жизни
Обитает преимущественно в горнотаёжной и горнотундровой зоне, однако встречается и в равнинных ландшафтах таёжной и тундровой зон Сибири. На всём ареале приурочена к каменным россыпям, осыпям, выходам скальных пород, реже к завалам деревьев и заломам плавника. Пищуха довольно требовательна к размерам каменных глыб (избегает селиться как у крупноглыбовых, так и у мелкокаменистых россыпей), а также к устойчивости каменных потоков. Этим объясняется спорадичность её распространения.
На Колымском нагорье северная пищуха населяет россыпи камней среди лиственичной тайги, субальпийский и альпийский пояса гор, крутые берега моря. Верхний предел распространения определяется наличием участков горной тундры. В Якутии обитает на каменистых горных склонах вблизи лесов, зарослей кустарников и травянистых участков. На Камчатке населяет преимущественно каменистые россыпи подгольцового пояса, реже т. н. «заломы» — кучи плавника на горных реках. На Чукотке иногда поселяется в дорожных насыпях, кучах крупного щебня. На Северном Урале распространение приурочено к габбровым массивам в лесах. В Туве встречается среди каменистых россыпей и лугов высокогорного пояса. В Забайкалье многочисленна в горнотаёжном темнохвойном лесу с выходами горных пород. 
Основными убежищами пищухе служат естественные пустоты под камнями или под упавшими деревьями. Изредка роет в земле короткие, простые норы с 1—3 отнорками. Ведёт оседлый территориальный образ жизни, даже на кормёжку редко удаляется более чем на несколько десятков метров от своего участка. Между убежищами и кормовыми участками при многолетнем использовании протаптывает целые сети тропинок. Активность в основном дневная, с двумя пиками — утренним и вечерним. Живёт пищуха колониями, состоящими из нескольких семейных групп. На территории колонии обитает от 1—2 до нескольких десятков семей; средняя площадь семейного участка 400—600 м2. Площадь всей колонии достигает 1,5 км2. Колонии удалены друг от друга на значительное расстояние (до 80 км и более), не образуя сплошных поселений. Между собой пищухи общаются резкими звенящими писками и трелями.

### Питание
Использует в пищу различные наземные части травянистых растений и кустарников, включая ягоды и семена, а также папоротники, мхи, лишайники, шляпочные грибы. При кормлении редко удаляется от гнезда более чем на 100 м.
На зиму пищуха заготавливает запас кормов, проявляя при этом сложные стереотипы поведения. Заготовка начинается в период бутонизации, а её разгар приходится на вторую половину лета; продолжается до сентября. В это время года обычно скрытные пищухи становятся активны и заметны; их можно увидеть и услышать на склонах гор среди камней. Весь день напролёт пищуха собирает побеги травы в стожки (отсюда другое название зверька — сеноставка) и просушивает их на камнях, либо в недоступных ветру и дождю местах. Обычно стожки ставятся под нависающими камнями, либо под нависающими стволами деревьев, под выворотами корней. В тундровой зоне стожки складываются по берегам рек и озёр, под обрывами берега и в завалах плавника. Деятельность пищух прекращается только во время дождя. Масса каждого стожка — от 0,3 до 2 и даже до 5—6 кг. Высушенное «сено» пищуха потом складывает в хранилище, расположенное в глубине каменной россыпи. Накопленными за лето запасами зверьки порой питаются с сентября по июнь следующего года. Пищухи, живущие на гольцах, запасают преимущественно травянистые растения (особенно охотно — злаки), а зверьки лесного пояса — веточки кустарников и полукустарников (шиповник, голубика, можжевельник, ольховник, смородина). 
Запасами сена пищух нередко пользуются другие обитатели тайги: северный олень, кабарга, заяц-беляк и даже медведь.

## Размножение
Сезон размножения начинается ещё до стаивания снега. В южных районах ареала это конец марта — апрель, в северных — май — начало июня; заканчивается в августе. Плодовитость низкая, в году у северной пищухи всего 1—2 выводка по 1—11 детёнышей в каждом (в среднем 3—6). Беременность длится 28—30 дней. Молодые первого помёта начинают самостоятельную жизнь с середины июля, в возрасте 20 дней; поселяются они в пределах семейного участка. Сами к размножению приступают только весной следующего года, в возрасте 7—11 месяцев.
Продолжительность жизни пищухи 2—2,5 года.

## Численность и статус популяции
На большей части ареала это достаточно обычный вид; в прошлом добывался как пушной зверь. Местами (Западный Саян) является вредителем леса, повреждает подрост осины, берёзы, кедровых сосен, ели и других деревьев; из кустарниковых уничтожает жимолость и чёрную смородину. На свежих вырубках и гарях в горах может значительно задержать восстановление коренного типа леса, поедая всходы и подрост древесных пород.
Численность северной пищухи подвержена резким годовым колебаниям. Основной причиной смертности, видимо, являются эпизоотии. Также на численности неблагоприятно сказываются поздние весенние заморозки, задерживающие вегетацию растений, и затяжные дожди в период заготовки корма на зиму. Недостаток корма в зимний период может привести к почти полному вымиранию отдельных колоний, восстановление которых происходит очень медленно из-за низкой плодовитости пищухи. Главными естественными врагами пищухи являются ласка, горностай, соболь, хищные птицы.